# Serra de Morinyol
La Serra de Morinyol és una serra situada al municipi de Bellcaire d'Urgell (Noguera), amb una elevació màxima de 362,5 metres.